# Prix du Cadran
Groupe I

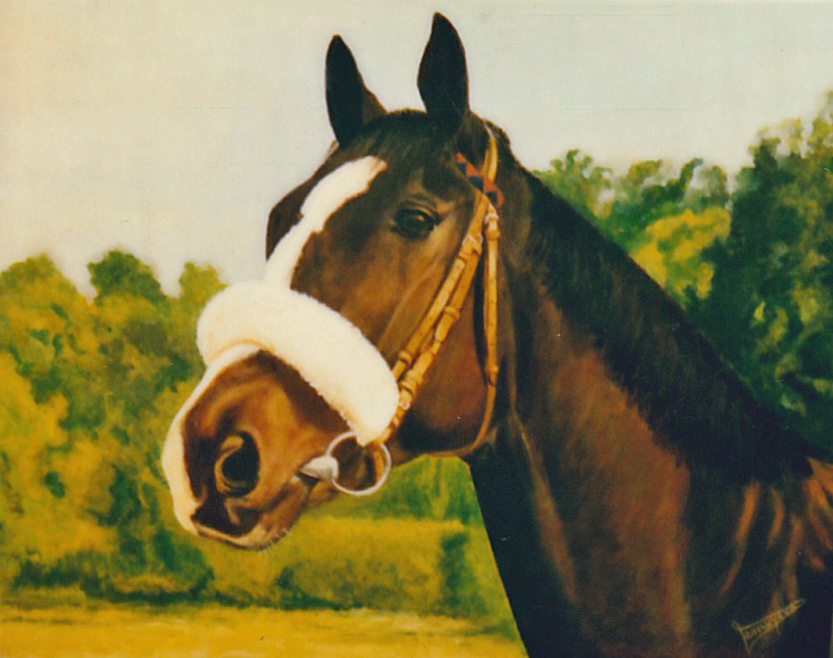
Shafaraz, vainqueur en 1980, huile sur toile, peint par l’artiste peintre Bob Demuyser (1920-2003)

Le Prix du Cadran est une course hippique de plat se déroulant le premier week-end du mois d'octobre, le jour du Prix de l'Arc de Triomphe, sur l'hippodrome de Longchamp.
C'est une course de Groupe I réservée aux chevaux de 4 ans et plus.
Le Prix du Cadran se court sur la distance de 4 000 mètres, sur la grande piste de Longchamp, et son allocation s'élève à 300 000 €.
Elle se déroule le premier week-end d'octobre, en même temps que six autres courses de groupe 1 le Prix de l'Arc de Triomphe, le Prix de l'Abbaye de Longchamp, le Prix de l'Opéra, le Prix Marcel Boussac, le Prix Jean-Luc Lagardère et le Prix de la Forêt.

## Palmarès depuis 1969
| Année | Vainqueur       | S/A | Pays        | Père             | Jockey               | Entraîneur           | Propriétaire                  | Deuxième         | Troisième         | Temps   |
| ----- | --------------- | --- | ----------- | ---------------- | -------------------- | -------------------- | ----------------------------- | ---------------- | ----------------- | ------- |
| 2024  | Kyprios         | M.6 | Irlande     | Galileo          | Ryan Moore           | Aidan O'Brien        | Moyglare Stud Farm & Coolmore | Trueshan         | Coltrane12        | 4'25"36 |
| 2023  | Trueshan        | H.7 | Royaume-Uni | Planteur         | Hollie Doyle         | Alan King            | Singula Partnership           | Moon Wolf        | Run For Oscar     | 4'19"52 |
| 2022  | Kyprios         | M.4 | Irlande     | Galileo          | Ryan Moore           | Aidan O'Brien        | Moyglare Stud Farm & Coolmore | Almacado Gree    | Tashkhan          | 4'31"62 |
| 2021  | Trueshan        | H.5 | Royaume-Uni | Planteur         | James Doyle          | Alan King            | Singula Partnership           | Stradivarius     | Bubble Smart      | 4'28"10 |
| 2020  | Princess Zoe    | F.5 | Allemagne   | Jukebox Jury     | Joseph-M. Sheridan   | Anthony Mullins      | P. Kehoe & P. Crampton        | Alkuin           | Call The Wind     | 4'38"88 |
| 2019  | Holdthasigreen  | H.7 | France      | Hold That Tiger  | Tony Piccone         | Bruno Audouin        | Jean Gilbert                  | Call The Wind    | Dee Ex Bee        | 4'41"83 |
| 2018  | Call The Wind   | H.4 | France      | Frankel          | Aurélien Lemaître    | Freddy Head          | George Strawbridge            | Holdthasigreen   | Morgan Le Faye    | 4'24"41 |
| 2017  | Vazirabad       | H.5 | France      | Manduro          | Christophe Soumillon | Alain de Royer-Dupré | S.A. Aga Khan                 | Mille Et Mille   | Trip To Rhodos    | 4'34"60 |
| 2016* | Quest For More  | H.6 | Royaume-Uni | Teofilo          | George Baker         | Roger Charlton       | Haji Sultan Ahmad Shah        | Vazirabad        | Nearly Caught     | 4'23"57 |
| 2015  | Mille et Mille  | H.5 | France      | Muhtathir        | Thierry Thulliez     | Carlos & Yann Lerner | Nicolas Saltiel               | Kicky Blue       | Fun Mac           | 4'22"61 |
| 2014  | High Jinx       | H.6 | Royaume-Uni | High Chaparral   | Ryan Moore           | James Fanshawe       | M.Williams                    | Bathyrhon        | Pale Mimosa       | 4'12"22 |
| 2013  | Altano          | H.7 | Allemagne   | Galileo          | Eduardo Pedroza      | Andreas Wohler       | Ingrid Hornig                 | Tac de Boistron  | Times Up          | 4'24"38 |
| 2012  | Molly Malone    | F.4 | France      | Lomitas          | Umberto Rispoli      | Mikel Delzangles     | Dieter Burkle                 | High Jinx        | Colour Vision     | 4'43"60 |
| 2011  | Kasbah Bliss    | H.9 | France      | Kahyasi          | Gérald Mossé         | François Doumen      | H.de Pracomtal                | Tres Rock Danon  | Ley Hunter        | 4'30"52 |
| 2010  | Gentoo          | H.6 | France      | Loup Solitaire   | Gérald Mossé         | Alain Lyon           | S.Tripier-Mondancin           | Winter Dream     | Kasbah Bliss      | 4'40"80 |
| 2009  | Alandi          | M.4 | Irlande     | Galileo          | Michael Kinane       | John Oxx             | S.A. Aga Khan                 | Kasbah Bliss     | Yeats             | 4'12"70 |
| 2008  | Bannaby         | M.5 | Espagne     | Dyhim Diamond    | Christophe Soumillon | R.Delcher-Sanchez    | Cuadra Miranda S.L.           | Incanto Dream    | Orion Star        | 4'22"20 |
| 2007  | Le Miracle      | H.6 | Allemagne   | Monsun           | Dominique Bœuf       | Werner Baltromei     | Rennstall Gestüt Hachtsee     | Varevees         | Yeats             | 4'29"80 |
| 2006  | Sergeant Cecil  | M.7 | Royaume-Uni | King's Signet    | Frankie Dettori      | Rod Millman          | Terry Cooper                  | Shamdala         | Le Miracle        | 4'20"90 |
| 2005  | Reefscape       | M.4 | France      | Linamix          | Christophe Soumillon | André Fabre          | Khalid Abdullah               | Alcazar          | Ostankino         | 4'36"00 |
| 2004  | Westerner       | M.5 | France      | Danehill         | Dominique Bœuf       | Elie Lellouche       | Ecurie Wildenstein            | Cut Quartz       | Le Carre          | 4'19"80 |
| 2003  | Westerner       | M.4 | France      | Danehill         | Dominique Bœuf       | Elie Lellouche       | Ecurie Wildenstein            | Germinis         | Darasim           | 4'37"50 |
| 2002  | Give Notice     | H.5 | Royaume-Uni | Warning          | Johnny Murtagh       | John Dunlop          | Ian Stewart-Brown             | Pushkin          | Cut Quartz        | 4'23"80 |
| 2001  | Germinis        | H.7 | France      | Vaguely Pleasant | Renaud Janneau       | Patrice Chevillard   | Robert Sallet                 | Generic          | San Sebastian     | 4'46"30 |
| 2000  | San Sebastian   | H.6 | Royaume-Uni | Niniski          | Davy Bonilla         | John Dunlop          | Mrs Michael Watt              | Persian Punch    | Royal Rebel       | 4'14"10 |
| 1999  | Tajoun          | H.5 | France      | General Holme    | Gérald Mossé         | Alain de Royer-Dupré | S.A. Aga Khan                 | San Sebastian    | Divination        | 4'51"80 |
| 1998  | Invermark       | H.4 | Royaume-Uni | Machiavellian    | Richard Hughes       | James Fanshawe       | Sir David Wills               | Tiraaz           | San Sebastian     | 4'47"80 |
| 1997  | Chief Contender | M.4 | Royaume-Uni | Sadler's Wells   | Olivier Doleuze      | Peter Chapple-Hyam   | S.Magnier & R.Sangster        | Celeric          | Persian Punch     | 4'16"40 |
| 1996  | Nononito        | M.5 | France      | Nikos            | Thierry Jarnet       | Jean Lesbordes       | Patrick Sebagh                | Moonax           | Always Earnest    | 4'31"50 |
| 1995  | Always Earnest  | H.7 | France      | Alleged          | Alain Badel          | Myriam Bollack-Badel | Mme C. Bourg                  | Moonax           | Nononito          | 4'36"50 |
| 1994  | Molesnes        | F.4 | France      | Alleged          | Olivier Peslier      | Marcel Rolland       | M. bin Abdullah               | Always Earnest   | Safety In Numbers | 4'27"50 |
| 1993  | Assessor        | M.4 | Royaume-Uni | Niniski          | John A. Reid         | Richard Hannon       | B. E. Nielsen                 | Sought Out       | Sonus             | 4'38"20 |
| 1992  | Sought Out      | F.4 | France      | Rainbow Quest    | Cash Asmussen        | John Hammond         | Lord Weinstock                | Drum Taps        | Dariyoun          | 4'41"10 |
| 1991  | Victoire Bleue  | F.4 | France      | Legend of France | Thierry Jarnet       | André Fabre          | Daniel Wildenstein            | Proud Panther    | Warfield          | 4'27"00 |
| 1990  | Mercalle        | F.4 | France      | Kaldoun          | Maurice Bouland      | Maurice Bouland      | Raymond Le Poder              | Cossack Guard    | Turgeon           | 4'19"20 |
| 1989  | Trebrook        | M.5 | France      | Trépan           | Eric Legrix          | Jean Lesbordes       | Georges Blizniansky           | Vaguely Pleasant | Bayolidaan        | 4'23"10 |
| 1988  | Yaka            | H.5 | France      | Margouillat      | Cash Asmussen        | Alain Chelet         | Mme A. Dewez                  | Royal Gait       | Satco             | 4'34"00 |
| 1987  | Royal Gait      | H.4 | Espagne     | Gunner B         | Olindo Mongelluzzo   | G. Villarta          | Manuel Pereira-Arias          | Satco            | Sir Brink         | 4'28"90 |
| 1986  | Air de Cour     | M.4 | France      | Vigors           | Éric Legrix          | Patrick Biancone     | Daniel Wildenstein            | Fondouk          | Green             | 4'21"10 |
| 1985  | Balitou         | M.6 | France      | Margouillat      | Éric Legrix          | Patrick Biancone     | Daniel Wildenstein            | Diamond Rock     | South Gale        | 4'17.90 |
| 1984  | Neustrien       | M.5 | France      | Matahawk         | Éric Legrix          | Patrick Biancone     | Naji Pharaon                  | Fubyman du Tenu  | Magwal            | 4'45"50 |
| 1983  | Karkour         | M.5 | France      | Relko            | Freddy Head          | Jo Audon             | Écurie Manhattan              | Indian Prince5   | Denel             | 4'49"60 |
| 1982  | El Badr         | M.7 | France      | Weavers Hall     | Alfred Gibert        | Mitri Saliba         | Mahmoud Fustok                | Tipperary Fixer  | Halsbury          | 5'19"10 |
| 1981  | Gold River      | F.4 | France      | Riverman         | Freddy Head          | Alec Head            | Jacques Wertheimer            | Hereas           | Chicbury          | 4'38"00 |
| 1980  | Shafaraz        | M.7 | France      | Levmoss          | Maurice Philipperon  | Patrick Biancone     | Yurk Skalka                   | Prove It Baby    | Marriageable      | 4'17"40 |
| 1979  | El Badr         | M.4 | France      | Weavers Hall     | Henri Samani         | Mitri Saliba         | Mahmoud Fustok                | Shafaraz         | Campero           | 4'17"30 |
| 1978  | Buckskin        | M.5 | France      | Yelapa           | Yves Saint-Martin    | Peter Walwyn         | Daniel Wildenstein            | Duky             | Hawkberry         | 4'38"10 |
| 1977  | Buckskin        | M.4 | France      | Yelapa           | Yves Saint-Martin    | Angel Penna, Sr.     | Daniel Wildenstein            | Sagaro           | Citoyen           | 4'36.00 |
| 1976  | Sagaro          | M.5 | France      | Espresso         | Philippe Paquet      | François Boutin      | Gerry Oldham                  | Kemal            | Citoyen           | 4'20"90 |
| 1975  | Le Bavard       | M.4 | France      | Devon            | Alfred Gibert        | Max Bonaventure      | Henry Aubert                  | Busiris          | Sagaro            | 4'40"00 |
| 1974  | Recupere        | M.4 | France      | Reliance         | Yves Saint-Martin    | Gilles Delloye       | Alan Clore                    | Lassalle         | Authi             | 4'40"59 |
| 1973  | Lassalle        | M.4 | France      | Bon Mot          | Jimmy Lindley        | Richard Carver Jr    | Zenya Yoshida                 | Pleben           | Beau Charmeur     | 4'40"50 |
| 1972  | Rock Roi        | M.5 | Royaume-Uni | Mourne           | Duncan Keith         | Peter Walwyn         | Roger Hue-Williams            | Parnell          | Le Chouan         | 4'30"60 |
| 1971  | Ramsin          | M.4 | France      | Le Haar          | Henri Samani         | Geoffrey Watson      | Baron Thierry van Zuylen      | Rock Roi         | Hallez            | 4'49"00 |
| 1970  | Le Chouan       | M.4 | France      | Le Tyrol         | Bill Pyers           | Maurice Zilber       | Daniel Wildenstein            | Chaparral        | Paseo             | 4'28"70 |
| 1969  | Levmoss         | M.4 | Irlande     | Le Levanstell    | Bill Williamson      | Seamus Mcgrath       | Seamus McGrath                | Zamazaan         | Samos             | 4'22"70 |

* Éditions disputées à Chantilly, sur 4100 mètres

## Vainqueurs précédents
- 1837: Miss Annette
- 1838: Franck
- 1839: Nautilus
- 1840: Nautilus
- 1841: Deception
- 1842: Nautilus
- 1843: Annetta
- 1844: Nativa
- 1845: Edwin
- 1846: Tomate
- 1847: Liverpool
- 1848: Morok
- 1849: Nanetta
- 1850: pas d'édition
- 1851: La Cloture
- 1852: Hervine
- 1853: Trust
- 1854: Papillon
- 1855: Remuneration
- 1856: Monarque
- 1857: Nat
- 1858: Potocki
- 1859: Martel en Tete
- 1860: Geologie
- 1861: Pretendant
- 1862: Compiegne
- 1863: Alerte
- 1864: Guillaume le Taciturne
- 1865: Beatrix
- 1866: La Fortune
- 1867: Auguste
- 1868: Longchamps
- 1869: Le Sarrazin
- 1870: Boulogne
- 1871: pas d'édition
- 1872: Veranda
- 1873: Revigny
- 1874: Boiard
- 1875: Saltarelle
- 1876: Saint Cyr
- 1877: Enguerrande
- 1878: Saint Christophe
- 1879: Clocher
- 1880: Rayon d'Or
- 1881: Milan
- 1882: Bariolet
- 1883: Seigneur
- 1884: Regain
- 1885: Archiduc
- 1886: Lapin
- 1887: Sauterelle
- 1888: Krakatoa
- 1889: Siberie
- 1890: Clover
- 1891: Mirabeau
- 1892: Berenger
- 1893: Chene Royal
- 1894: Fousi Yama
- 1895: Excuse
- 1896: Omnium II
- 1897: Olmutz
- 1898: Chambertin
- 1899: Le Roi Soleil
- 1900: Perth
- 1901: Ivoire
- 1902: La Camargo
- 1903: Astronome
- 1904: Camisole
- 1905: Gouvernant
- 1906: Strozzi
- 1907: Ris Orangis
- 1908: Kalisz
- 1909: Sauge Pourpree
- 1910: Aveu
- 1911: La Francaise
- 1912: Combourg
- 1913: Predicateur
- 1914: Nimbus
- 1915–18: pas d'éditions
- 1919: Bridaine
- 1920: Samourai
- 1921: Odol
- 1922: Ksar
- 1923: Le Prodige
- 1924: Filibert de Savoie
- 1925: Cadum
- 1926: Priori
- 1927: Asteroide
- 1928: Nino
- 1929: Cacao
- 1930: Hotweed
- 1931: Chateau Bouscaut
- 1932: Brulette
- 1933: Gris Perle
- 1934: Thor
- 1935: Brantôme
- 1936: Chaudiere
- 1937: Fantastic
- 1938: Dadji
- 1939: Foxlight
- 1940: pas d'édition
- 1941: Maurepas
- 1942: Nepenthe
- 1943: Hern the Hunter
- 1944: Marsyas
- 1945: Marsyas
- 1946: Marsyas
- 1947: Marsyas
- 1948: Arbar
- 1949: Turmoil
- 1950: Ciel Etoile
- 1951: Ysard
- 1952: Mat de Cocagne
- 1953: Feu du Diable
- 1954: Silex
- 1955: Elpenor
- 1956: Bewitched
- 1957: Cambremer
- 1958: Scot
- 1959: Tello
- 1960: Le Loup Garou
- 1961: Puissant Chef
- 1962: Taine
- 1963: Taine
- 1964: Azincourt
- 1965: Waldmeister
- 1966: Fantomas
- 1967: Danseur
- 1968: pas d'édition